# Panova frula
Panova frula ili siringa (hrvatski trstenice) je antički instrument koji se sastoji od pet ili više
međusobno povezanih cjevčica. Cjevčice su poredane postupno 
po veličini i širini. To je popularan narodni instrument i smatra se prvim
usnim orguljama i pretečom današnjih orgulja i harmonika. Obično se
izrađuje od bambusa ili trstike no koriste se i drugi materijali kao drvo,
plastika ili metal.

## Mitologija
Nimfa Siringa, kći riječnog boga Ladona, ne želeći uzvratiti 
Panu ljubav i naklonost skočila je u vodu i pretvorila se u trstiku. 
Pan je od trstike sebi napravio sviralu koju je po njoj nazvao siringa.

## Struktura
Cjevčice panove frule su otvorene na gornjem kraju, a zatvorene na donjem.
Puhanjem zraka u cjevčicu val se odbija od dna i proizvodi ton. Visina tona se 
podešava ubacivanjem kamenčića ili zrna kukuruza u cjevčicu ili zaljevanjem 
pčelinjim voskom. Također se koriste i pluteni i gumeni čepovi.

### Akustika
Panova frula radi na principu Helmholtzove rezonancije tj. rezonancije zraka
u šupljem tijelu. Tonovi se proizvode periodičkim vibracijama zraka koje
podržava tijelo frule (cjevčica). Zrak se puše preko otvorenog vrha cjevčice te
se stvara Bernoullijev podtlak ili sifon, koji pak proizvodi efekt zvan Karmanova vrtložna ulica. Cjevčica će rezonirati određenom frekvencijom koja ovisi o
dužini cjevčice, njenom unutrašnjem promjeru i pritisku te brzini struje zraka
preko otvorenog ruba. Ton proizveden u takvoj zatvorenoj cjevčici je za dvanaest
tonova ili oktavu i pet tonova niži od tona proizvedenog u otvorenoj cjevčici iste
duljine. Podešavanje na oktavu se postiže dodavanjem smanjivača tona na dno
cjevčice (kamenčić, zrno kukuruza, vosak, tableta, pluto ili guma). 
Formula za izračun duljine cjevčice panove frule je TD=(S/F)/4. Gdje je TD teoretska
duljina cjevčice, S je brzina zvuka i F željena frekvencija u hertzima.
Svjetski poznati svirači panove frule su Gheorghe Zamfir i Dana Dragomir.

## Sviranje
Panova frula se svira horizontalnim puhanjem preko otvorenog kraja spojenih
cjevčica. Svaka cjevčica je podešena na određeni ton. Tehnikom jačeg puhanja 
zraka i skupljanjem usana proizvode se polutonovi. Instrumentom je moguće
odsvirati svaku skalu u svim ključevima. Postoje dvije vibrato tehnike. Ručni
vibrato radi se nježnim vibriranjem ruke u zglobu na dužem kraju frule.
Vibrato puhanjem postiže se radom dijafragme.

## Vrste i nazivlje
Postoje dvije vrste panove frule. Tradicionalna i zakrivljena. Europsku zakrivljenu
popularizirao je rumunjski glazbenik Gheorghe Zamfir. Obje vrste su popularne
u etničkoj glazbi zemalja Južne Amerike u području Anda.
- Antara (Ande)
- Paixiao (Kina)
- Nai (Rumunjska)
- So (Koreja)
- Siringa
- Siku ili Zampoña (Ande), siku u jeziku Indijanaca Aymara, Zampoña na španjolskom
- Kuvytsi, Svyryli, Rebro (Ukrajina)
- Chiflo ili xipro  (Španjolska, Argentina i Meksiko)
- Firlinfeu, Brianza,  provincija Monza i južni dio provincije Lecco i Como (Italija).
- Quills (SAD)
- Trstenice (Croatia), (Hrvatska)

## Vanjske poveznice
- A History of the Pan Flute by Puscoiu & White (engl.)
- A Worldwide History of the Pan Flute  Arhivirana inačica izvorne stranice od 3. listopada 2011. (Wayback Machine) (engl.)
- Information on quills  Arhivirana inačica izvorne stranice od 3. ožujka 2016. (Wayback Machine) (engl.)